# Eugenio Hermoso
Eugenio Hermoso (ur. 26 lutego 1883 we Fregenal de la Sierra, zm. 2 lutego 1963 w Madrycie) – hiszpański malarz modernistyczny.
W 1898 roku przeniósł się do Sewilli, gdzie wstąpił do Akademii Sztuk Pięknych i uczył się od takich malarzy jak Gonzalo Bilbao Martínez i José Jiménez Aranda. W 1901 roku przeniósł się do Madrytu. W 1905 roku udał się do Paryża, gdzie zetknął się z awangardą. W 1912 roku przedstawił swoje prace na wystawie w Londynie, a w 1934 roku w Argentynie, Chile i Brazylii. Został profesorem Królewskiej Akademii Sztuk Pięknych św. Ferdynanda w Madrycie.